# Prywilne (obwód rówieński)
Prywilne (ukr. Привільне) – wieś na Ukrainie, w obwodzie rówieńskim, w rejonie dubieńskim, siedziba hromady. W 2001 liczyła 1115 mieszkańców.
Do 1963 roku miejscowość nosiła nazwę Pohorelce (ukr. Погорільці, Pohorilci).
W okresie międzywojennym wieś Pohorelce znajdowała się w granicach II RP, wchodząc w skład gminy Dubno w powiecie dubieńskim, w województwie wołyńskim.